# Комплекс мертвой матери
Комплекс мертвой матери (от англ. "dead mother complex") — психологический термин, введеный французским психоаналитиком Андре Грином в 1980-х годах. Этот термин обозначает состояние, при котором ребёнок переживает сильный внутренний конфликт и эмоциональную дезинтеграцию вследствие утраты или эмоциональной недоступности матери.

### Описание комплекса мёртвой матери
Андре Грин описывал комплекс мертвой матери как состояние, при котором мать изначально была эмоционально вовлечена в отношения с ребёнком, но затем "отключилась", перейдя от эмоционального вовлеченности к эмоциональной отстранённости. Это могло произойти под влиянием утраты или другого горя в её собственной семье.